# Pihalni orkester Rudnika Mežica '94
Pihalni orkester Rudnika Mežica '94 je album Pihalnega orkestra Rudnika Mežica, ki je izšel na glasbeni kaseti leta 1994 pri založbi Coda iz Slovenj Gradca.

## O albumu
Na naslovnici albuma je slika članov Pihalnega orkestra Rudnika Mežica v središču mesta.

## Seznam posnetkov
| Stran A | Stran A                             | Stran A      | Stran A     | Stran A |
| Št.     | Naslov                              | Glasba       | Priredba    | Dolžina |
| ------- | ----------------------------------- | ------------ | ----------- | ------- |
| 1.      | „Koračnica rudarjev‟                | J. Marin     |             | 3:59    |
| 2.      | „ABBA - Hits For Brass‟ (potpourri) |              | K. Sorbon   | 9:53    |
| 3.      | „Sousa-Favoriten‟                   | J. P. Sousa  | W. Tuschla  | 7:00    |
| 4.      | „The Beatles in Concert‟            | P. McCartney | W. Hautvast | 6:12    |

| Stran B         | Stran B                      | Stran B         | Stran B         | Stran B |
| Št.             | Naslov                       | Glasba          | Priredba        | Dolžina |
| --------------- | ---------------------------- | --------------- | --------------- | ------- |
| 1.              | „Kratek sprehod‟             |                 | L. Leško        | 7:09    |
| 2.              | „Happy Music mit James Last‟ | J. Last         | V. Kabec        | 6:38    |
| 3.              | „Symphonie in C‟             | F. J. Gossec    |                 | 10:37   |
| Skupna dolžina: | Skupna dolžina:              | Skupna dolžina: | Skupna dolžina: | 51:28   |

## Sodelujoči

### Pihalni orkester Rudnika Mežica
- Janez Miklavžina – dirigent

- Polona Guček – flavta
- Nataša Zorman – flavta
- Dominika Krajnc – flavta
- Simona Rožej – flavta
- Mateja Holc – flavta
- Barbara Naveršnik – flavta
- Nina Seidl – flavta

- Simon Ipavic – klarinet
- Miran Krumpačnik – klarinet
- Igor Ipavic – klarinet
- Rudi Abraham – klarinet
- Milan Gavez – klarinet
- Jani Orešnik – klarinet
- Jože Turičnik – klarinet
- Andrej Novosel – klarinet
- Tadej Zorman – klarinet
- Jure Abraham – klarinet
- Simona Mori – klarinet
- Zoran Dlopst – klarinet

- Matjaž Krumpačnik – saksofon
- Peter Podričnik – saksofon
- Miha Kunc – saksofon
- Ivan Kurmanšek – saksofon

- Vojko Veršnik – tenor
- Miran Čepin – tenor
- Tine Iršič – tenor
- Gregor Piko – tenor

- Roman Grabner – krilovka
- Gerhard Hercog – krilovka
- Božo Grabner – krilovka
- Ivan Zorman – krilovka
- Alojz Komprej – krilovka

- Jani Strmčnik – bariton
- Matej Bruder – bariton

- Ervin Hercog – rog
- Franc Kraševec – rog
- Mirko Petre – rog

- Matjaž Kitek – kornet
- Tadej Gavez – kornet

- Oto Perklič – trobenta
- Davorin Mori – trobenta
- Anton Škrjanc – trobenta
- Borut Burjak – trobenta
- Lovro Jesih – trobenta

- Drago Krevh – pozavna
- Primož Fajmut – pozavna
- Zdravko Grubelnik – pozavna

- Ivan Plaznik – tuba
- Jože Želodec – tuba

- Admir Žnidarič – tuba
- Ajda Vasle – zvončki
- Franc Ipavic – tolkala
- Viktor Kolar – tolkala
- Janez Zorman – tolkala
- Boris Strmčnik – tolkala
- Franjo Hercog – tolkala

### Produkcija
- Ivo Radoševič – tonski tehnik
- Janez Miklavžina – producent
- Rudi Jeseničnik – odgovorni urednik
- Ocepek – fotografija
- Ivan Zorman – besedilo
- Koroška tiskarna – tisk